# パラコンパクト空間
数学において、パラコンパクト空間 (paracompact space) はすべての開被覆が局所有限な開細分を持つような位相空間である。これらの空間は Dieudonné (1944) によって導入された。すべてのコンパクト空間はパラコンパクトである。すべてのパラコンパクトハウスドルフ空間は正規であり、ハウスドルフ空間がパラコンパクトであることと、任意の開被覆に対しそれに従属する 1 の分割を持つことは同値である。パラコンパクト空間の定義にハウスドルフであることを含める場合もある。
パラコンパクト空間のすべての閉部分空間はパラコンパクトである。ハウスドルフ空間のコンパクト部分集合は常に閉であるが、これはパラコンパクト部分集合に対しては正しくない。そのすべての部分空間がパラコンパクト空間であるような空間は遺伝的パラコンパクト  (hereditarily paracompact) と呼ばれる。これはすべての開部分空間がパラコンパクトであると要求することと同値である。
チコノフの定理（コンパクト位相空間の任意の集まりの積はコンパクトである）はパラコンパクト空間には一般化されない、つまり、パラコンパクト空間の積はパラコンパクトであるとは限らない。しかしながら、パラコンパクト空間とコンパクト空間の積はつねにパラコンパクトである。
すべての距離空間はパラコンパクトである。位相空間が距離化可能であることとパラコンパクトかつ局所距離化可能なハウスドルフ空間であることは同値である。

## パラコンパクト性
集合 X の被覆は X の部分集合の集まりであってその和集合が X を含むようなものである。記号で書けば、U = {Uα : α in A} が X の部分集合の添え字づけられた族であれば、U が X の被覆であるとは、
{\displaystyle X\subseteq \bigcup _{\alpha \in A}U_{\alpha }.}
のことである。
位相空間 X の被覆が開であるとは、すべてのその元が開集合であるということである。
空間 X の被覆の細分とは同じ空間の新しい被覆であって新しい被覆のすべての集合が古い被覆のある集合の部分集合であるようなものである。記号で書けば、被覆 V = {Vβ : β in B} が被覆 U = {Uα : α in A} の細分であることと V の任意の Vβ に対して U のある Uα が存在して Vβ が Uα に含まれることが同値である。
空間 X の開被覆が局所有限であるとは、空間の全ての点が被覆の有限個の集合としか交わらない近傍を持つということである。記号で書けば、U = {Uα : α in A} が局所有限であることと、任意の x ∈ X に対して x のある近傍 V(x) が存在して集合
{\displaystyle \left\{\alpha \in A:U_{\alpha }\cap V(x)\neq \varnothing \right\}}
が有限であることが同値である。それで位相空間 X はすべての開被覆が局所有限な開細分を持つときにパラコンパクトであると言われる。

## 例
- すべてのコンパクト空間はパラコンパクトである。
- すべての正則リンデレーフ空間はパラコンパクトである。とくに、すべての局所コンパクトハウスドルフ第二可算空間はパラコンパクトである。
- ゾルゲンフライ直線（英語版）は、コンパクト、局所コンパクト、第二可算、距離化可能のいずれでもないが、パラコンパクトである。
- すべてのCW複体はパラコンパクトである[1]。
- (Theorem of A. H. Stone（英語版）) すべての距離空間はパラコンパクトである[2]。初期の証明は幾分難解であったが、初等的な証明が  M. E. Rudin によって発見された[3]。距離空間が非可分の場合は、定理を満たすような細分の存在証明に選択公理を必要とする。ZFも従属選択公理つきZFも十分でないことが証明されている[4]。

パラコンパクトでない空間の例には次のようなものがある。
- 最も有名な反例は長い直線であり、これはパラコンパクトでない位相多様体である。（長い直線は局所コンパクトであるが、第二可算でない。）
- 別の反例は無限（英語版）個の離散空間の非可算個のコピーの積である。particular point topology（英語版） が入っている任意の無限集合はパラコンパクトでない； 実はメタコンパクト（英語版）ですらない。
- プリューファー多様体（英語版）は非パラコンパクトな面である。
- bagpipe theorem（英語版）は非コンパクト面の 2ℵ1 個の同型類があることを示している。

## 性質
パラコンパクト性は弱遺伝的 (weakly hereditary) である、すなわちパラコンパクト空間のすべての閉部分空間はパラコンパクトである。これは Fσ-部分空間にも同様に拡張できる。
- 正則空間はすべての開被覆が局所有限細分を持てばパラコンパクトである。（ここで細分は開であるとは要求されていない。）とくに、すべての正則リンデレーフ空間はパラコンパクトである。
- (Smirnov metrization theorem) 位相空間が距離化可能であることとパラコンパクト、ハウスドルフ、かつ局所距離化可能であることは同値である。
- Michael の選択定理 は次のようなものである。X からバナッハ空間の空でない閉凸部分集合の中への下半連続多価函数が連続選択子を持つことと X がパラコンパクトであることは同値である。

パラコンパクト空間の積はパラコンパクトであるとは限らないが、次のことは正しい：
- パラコンパクト空間とコンパクト空間の積はパラコンパクトである。
- メタコンパクト空間（英語版）とコンパクト空間の積はメタコンパクトである。

これらの結果は両方とも有限個のコンパクト空間の積がコンパクトであることの証明に使われる tube lemma によって証明できる。

## パラコンパクトハウスドルフ空間
パラコンパクト空間はハウスドルフであることも要求されることがあり、性質が拡大する。
- (Theorem of Jean Dieudonné) すべてのパラコンパクトハウスドルフ空間は正規である。
- すべてのパラコンパクトハウスドルフ空間は shrinking space（英語版） である、つまり、パラコンパクトハウスドルフ空間のすべての開被覆は shrinking、すなわち同じ集合によって添え字づけられた別の開被覆であって新しい被覆の各集合の閉包が古い被覆の対応する集合の中にあるようなもの、を持つ。
- パラコンパクトハウスドルフ空間上、層係数コホモロジーとチェックコホモロジー（英語版）は等しい[5]。

### 1の分割
パラコンパクトハウスドルフ空間の最も重要な性質は正規であり任意の開被覆に従属な1の分割を持つことである。これは次を意味する： X がある与えられた開被覆を持つパラコンパクトハウスドルフ空間であれば、次を満たす単位区間 [0, 1] に値を持つ X 上の連続関数の集まりが存在する：
- 集まりからのすべての関数 f: X → R に対して、被覆のある開集合 U が存在して f の台は U に含まれる；
- すべての点 x ∈ X に対して、x のある近傍 V が存在して、集まりの関数の有限個を除くすべては V において恒等的に 0 であり 0 でない関数の和は V において恒等的に 1 である。

実は、T1 空間がハウスドルフかつパラコンパクトであることと任意の開被覆に従属な 1 の分割を持つことは同値である（下記参照）。この性質は（少なくともハウスドルフの場合において）パラコンパクト空間を定義するのに使われることがある。
1 の分割は有用である、なぜならばそれによってしばしば局所構造を全空間に拡張できるからである。例えば、パラコンパクト多様体上の微分形式の積分はまず（多様体がユークリッド空間のように見え積分が良く知られている）局所的に定義され、そしてこの定義が 1 の分割を経由して全空間に拡張される。

#### パラコンパクトハウスドルフ空間は 1 の分割を持つことの証明
ハウスドルフ空間 X がパラコンパクトであることとすべての開被覆が従属な 1 の分割を持つことは同値である。右から左の方向は直截である。今左から右を示すのは、いくつかの段階に分けて行う。
補題 1 ― {\displaystyle {\mathcal {O}}\,} が局所有限開被覆であれば、各 {\displaystyle U\in {\mathcal {O}}\,} に対して開集合 {\displaystyle W_{U}\,} が存在して各 {\displaystyle {\bar {W_{U}}}\subseteq U\,} と {\displaystyle \{W_{U}:U\in {\mathcal {O}}\}\,} は局所有限細分である。
補題 2 ― {\displaystyle {\mathcal {O}}\,} が局所有限開被覆であれば、連続関数 {\displaystyle f_{U}:X\to [0,1]\,} が存在して {\displaystyle \operatorname {supp} ~f_{U}\subseteq U\,} および {\displaystyle f:=\sum _{U\in {\mathcal {O}}}f_{U}\,} は常に非零で有限な連続関数である。
定理 ― パラコンパクトハウスドルフ空間 {\displaystyle X\,} において、{\displaystyle {\mathcal {O}}\,} が開被覆であれば、それに従属な 1 の分割が存在する。
補題 1 の証明 — 
{\displaystyle {\mathcal {V}}} を {\displaystyle {\mathcal {O}}} の有限個の集合としか交わらず閉包が {\displaystyle {\mathcal {O}}} のある集合に含まれるような開集合の集まりとする。これが開細分を与えることを演習として確認できる、なぜならばパラコンパクトハウスドルフ空間は正則であり、{\displaystyle {\mathcal {O}}\,} は局所有限であるからである。今 {\displaystyle {\mathcal {V}}\,} を局所有限開細分で置き換える。この細分における各集合はもとの被覆を特徴づけたのと同じ性質を持つことを容易に確認できる。
Now we define {\displaystyle W_{U}=\bigcup \{A\in {\mathcal {V}}:{\bar {A}}\subseteq U\}\,}. We have that each {\displaystyle {\bar {W_{U}}}\subseteq U\,}; for otherwise: suppose there is {\displaystyle x\in {\bar {W_{U}}}\setminus U}. We will show that there is closed set {\displaystyle C\supset W_{U}} such that {\displaystyle x\notin C} (this means simply {\displaystyle x\notin {\bar {W_{U}}}} by definition of closure). Since we chose {\displaystyle {\mathcal {V}}} to be locally finite there is neighbourhood {\displaystyle V[x]} of {\displaystyle x} such that only finitely many sets {\displaystyle U_{1},...,U_{n}\in \{A\in {\mathcal {V}}:{\bar {A}}\subseteq U\}} have non-empty intersection with {\displaystyle V[x]}. We take their closures {\displaystyle {\bar {U_{1}}},...,{\bar {U_{n}}}} and then {\displaystyle V:=V[x]\setminus \cup {\bar {U_{i}}}} is an open set (since sum is finite) such that {\displaystyle V\cap W_{U}=\varnothing }. Moreover {\displaystyle x\in V}, because {\displaystyle \forall i=\{1,...,n\}} we have {\displaystyle {\bar {U_{i}}}\subseteq U} and we know that {\displaystyle x\notin U}. Then {\displaystyle C:=X\setminus V} is closed set without {\displaystyle x} which conatins {\displaystyle W_{U}}. So {\displaystyle x\notin {\bar {W_{U}}}} and we've reached contradiction. And it easy to see that {\displaystyle \{W_{U}:U\in {\mathcal {O}}\}\,} is an open refinement of {\displaystyle {\mathcal {O}}\,}.
最後に、この被覆が局所有限であることを確認するために、x ∈ X を固定し、N を x の近傍とする。各 U に対し {\displaystyle W_{U}\subseteq U} であることを知っている。O は局所有限であるから、
there are only finitely many sets {\displaystyle U_{1},...,U_{k}} having non-empty intersection with {\displaystyle N}. Then only sets {\displaystyle W_{U_{1}},...,W_{U_{k}}} have non-empty intersection with {\displaystyle N}, because for every other {\displaystyle U'} we have {\displaystyle N\cap W_{U'}\subseteq N\cap U'=\varnothing }
補題 2 の証明 — 
補題 1 を適用して、{\displaystyle f_{U}:X\to [0,1]\,} を連続写像で {\displaystyle f_{U}\upharpoonright {\bar {W}}_{U}=1\,} かつ {\displaystyle \operatorname {supp} ~f_{U}\subseteq U\,} とする（正規空間（パラコンパクトハウスドルフ空間は正規である）の互いに素な閉集合に対するウリゾーンの補題によって）。関数の台によってここでは 0 に写らない点を意味する（この集合の閉包ではない）ことを注意する。{\displaystyle f=\sum _{U\in {\mathcal {O}}}f_{U}\,} が常に有限で非零であることを示すために、{\displaystyle x\in X\,} をとり {\displaystyle N\,} を {\displaystyle x\,} の近傍で {\displaystyle {\mathcal {O}}\,} の有限個の集合としか交わらないものとする； したがって {\displaystyle x\,} は {\displaystyle {\mathcal {O}}\,} の有限個の集合にしか属さない； ゆえに有限個を除くすべての {\displaystyle U\,} に対して {\displaystyle f_{U}(x)=0\,} である； さらにある {\displaystyle U\,} に対して {\displaystyle x\in W_{U}\,} であり、したがって {\displaystyle f_{U}(x)=1\,}； なので {\displaystyle f(x)\,} は有限であり {\displaystyle \geq 1\,}。連続性を証明するために、{\displaystyle x,N\,} を前のようにとり {\displaystyle S=\{U\in {\mathcal {O}}:N{\text{ meets }}U\}\,} とする。これは有限である。すると {\displaystyle f\upharpoonright N=\sum _{U\in S}f_{U}\upharpoonright N\,} であり、これは連続関数である； したがって {\displaystyle f(x)\,} の近傍の {\displaystyle f\,} のもとでの原像は {\displaystyle x\,} の近傍になる。
定理の証明 — 
{\displaystyle {\mathcal {O}}*\,} を細分被覆 {\displaystyle \{V{\text{ open }}:(\exists {U\in {\mathcal {O}}}){\bar {V}}\subseteq U\}\,} の局所有限部分被覆とする。補題 2 を適用して連続写像 {\displaystyle f_{W}:X\to [0,1]\,} で {\displaystyle \operatorname {supp} ~f_{W}\subseteq W\,} なるものを得る（従って普通の閉バージョンの台は各 {\displaystyle W\in {\mathcal {O}}*\,} に対してある {\displaystyle U\in {\mathcal {O}}\,} に含まれる； これに対しそれらの和は常に有限で 0 でない連続関数を構成する（したがって {\displaystyle 1/f\,} は連続正有限値である）。なので各 {\displaystyle f_{W}\,} を {\displaystyle f_{W}/f\,} で置き換えると、今 — すべてのものが同じままで — それらの和がいたるところ {\displaystyle 1\,} である。最後に {\displaystyle x\in X\,} に対して {\displaystyle N\,} を {\displaystyle x\,} の近傍で {\displaystyle {\mathcal {O}}*\,} の有限個の集合としか交わらないものとすると、有限個を除くすべての {\displaystyle W\in {\mathcal {O}}*\,} に対して {\displaystyle f_{W}\upharpoonright N=0\,} が成り立つ、なぜならば各 {\displaystyle \operatorname {supp} ~f_{W}\subseteq W\,}。したがってもとの開被覆に従属な 1 の分割がある。

## コンパクト性との関係
コンパクト性とパラコンパクト性の定義には類似がある：
パラコンパクト性に対して、"部分被覆"は"開細分"で置き換えられ、"有限"は"局所有限"で置き換えられる。これらの変化は両方とも重要である：もしパラコンパクトの定義を取り"開細分"を"部分被覆"に、あるいは"局所有限"を"有限"に戻したら、どちらの場合にも結局コンパクト空間になる。
パラコンパクト性はコンパクト性の概念とほとんど関係がないが、位相空間の構成要素を扱いやすいピースに解体することにむしろもっと関係がある。

### コンパクト性との性質の比較
パラコンパクト性は次の点でコンパクト性に似ている：
- パラコンパクト空間のすべての閉部分集合はパラコンパクトである。
- すべてのパラコンパクトハウスドルフ空間は正規である。

それは次の点で異なる：
- ハウスドルフ空間のパラコンパクト部分集合は閉であるとは限らない。実は、距離空間に対して、すべての部分集合はパラコンパクトである。
- パラコンパクト空間の積はパラコンパクトであるとは限らない。下極限位相における実数直線 R の平方（英語版）はこれの古典的な例である。

## バリエーション
パラコンパクト性の概念のいくつかのバリエーションがある。それらを定義するために、まず上の用語のリストを拡張する必要がある。
位相空間が：
- メタコンパクト（英語版）であるとは、すべての開被覆が開各点毎有限細分を持つことである。
- オルソコンパクト（英語版）（オーソコンパクト）であるとは、すべての開被覆が開細分であってこの細分における任意の点についてのすべての開集合の共通部分が開であるようなものを持つことである。
- 全体正規 (fully normal) であるとは、すべての開被覆が開 star refinement を持つことであり、fully T4 であるとは、fully normal かつ T1 であることである（分離公理 (separation axioms) 参照）。

副詞「可算」 (countably) を形容詞「パラコンパクト」、「メタコンパクト」、"fully normal" の任意に付け足すことができ、このとき要求は可算開被覆に対してのみ適用する。
すべてのパラコンパクト空間はメタコンパクトであり、すべてのメタコンパクト空間はオルソコンパクトである。

### バリエーションに関係する定義
- 被覆と点が与えられると、被覆内の点の star はその点を含む被覆のすべての集合の和集合である。記号で書けば、U = {Uα : α in A} の x の星形 (star) は

{\displaystyle \mathbf {U} ^{*}(x):=\bigcup _{U_{\alpha }\ni x}U_{\alpha }.}
star の表記は文献で標準的になっているものはなく、これは 1 つの可能性にすぎない。
- 空間 X の被覆の star refinement は同じ空間の新しい被覆であって空間の任意の点が与えられると新しい被覆の点の star が古い被覆のある集合のある部分集合であるようなものである。記号では、V が U = {Uα : α in A} の star refinement であるとは、X の任意の x に対して、U のある Uα が存在して、V*(x) が Uα に含まれるということである。
- 空間 X の被覆が点有限 (pointwise finite) であるとは、空間の全ての点が被覆の有限個の集合にしか属していないということである。記号では、U が点有限被覆であるとは、X の任意の x に対して、集合

{\displaystyle \left\{\alpha \in A:x\in U_{\alpha }\right\}}
が有限であるということである。
名前が暗に意味しているように、fully normal 空間は正規である。すべての fully T4 空間はパラコンパクトである。実は、ハウスドルフ空間に対して、パラコンパクト性と full normality は同値である。したがって、fully T4 空間はパラコンパクトハウスドルフ空間と同じものである。
歴史的注釈： fully normal 空間はパラコンパクト空間よりも前に定義された。すべての距離化可能空間は fully normal であることの証明は易しい。A.H. Stone によってハウスドルフ空間に対して fully normal とパラコンパクトが同値であることが証明されたとき、彼はすべての距離化可能空間はパラコンパクトであることを暗に証明していたのである。後に M.E. Rudin は後者の事実の直接証明を与えた。